# Coniopteryx vittiformis
Coniopteryx vittiformis är en insektsart som beskrevs av Z.-q. Liu och C.-k. Yang 1998. Coniopteryx vittiformis ingår i släktet Coniopteryx och familjen vaxsländor. Inga underarter finns listade i Catalogue of Life.